# Corso Italia (Mailand)

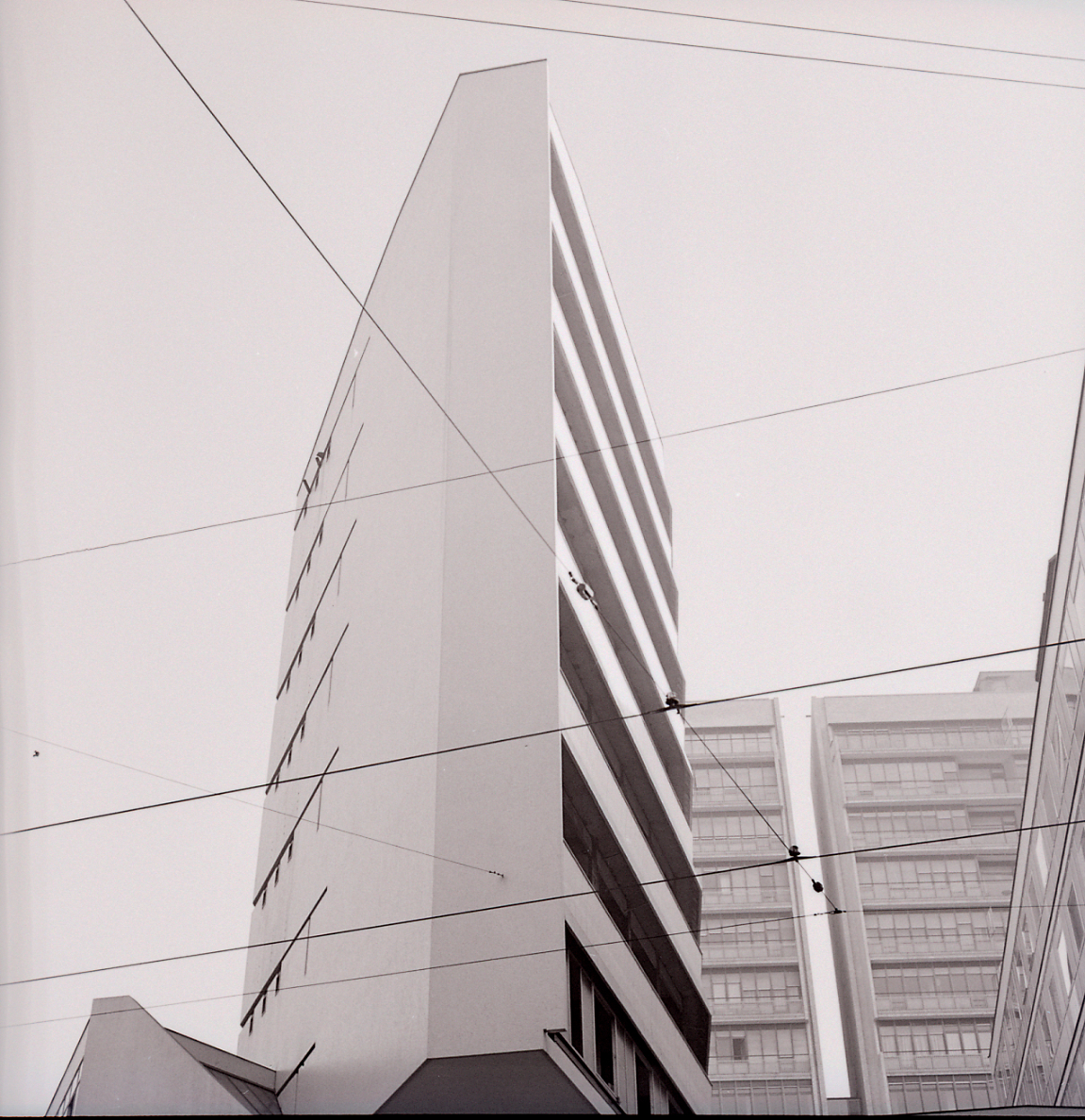
Designgebäude von Luigi Moretti aus den 1950er Jahren im Corso Italia

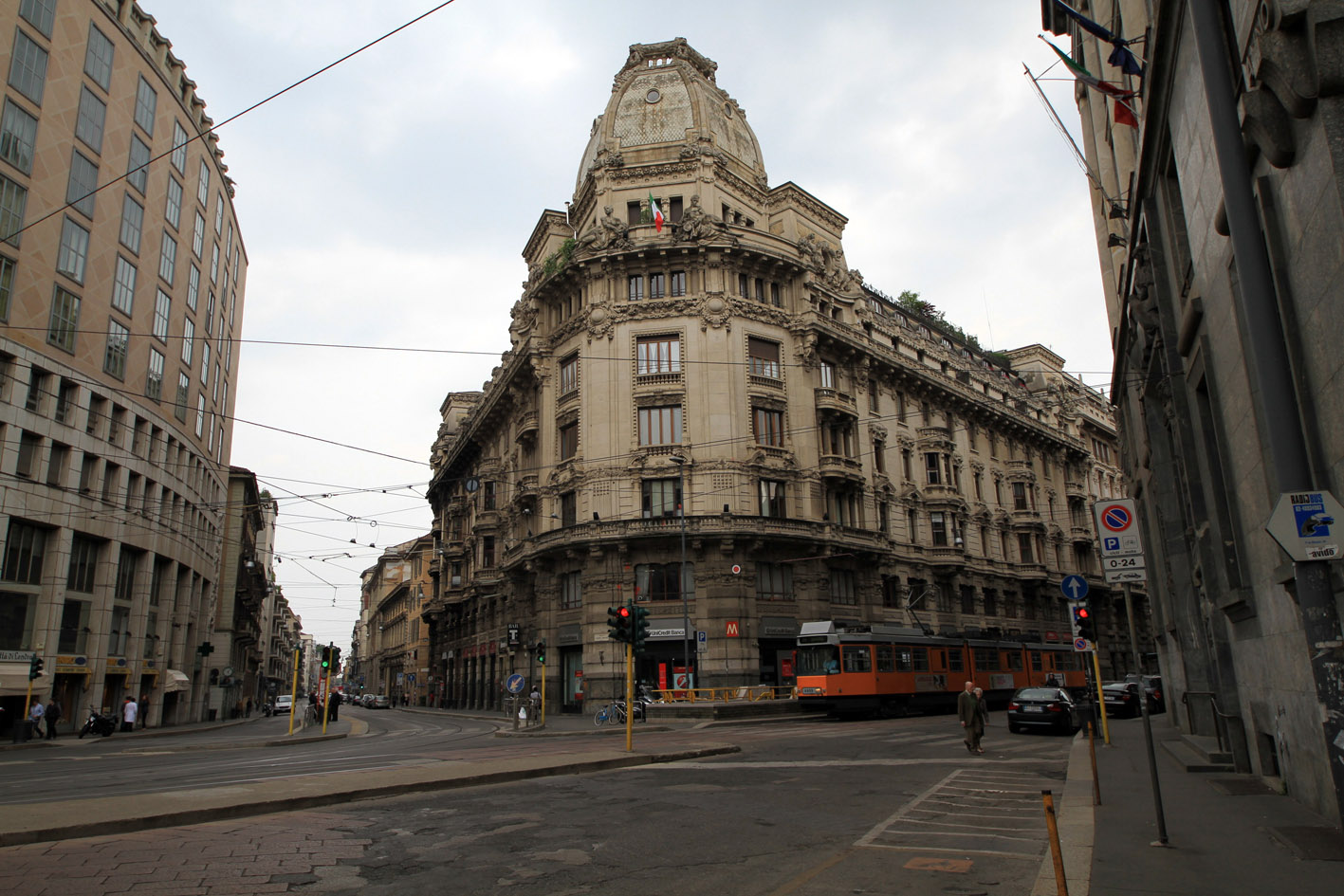
Blick auf den Corso Italia in Mailand

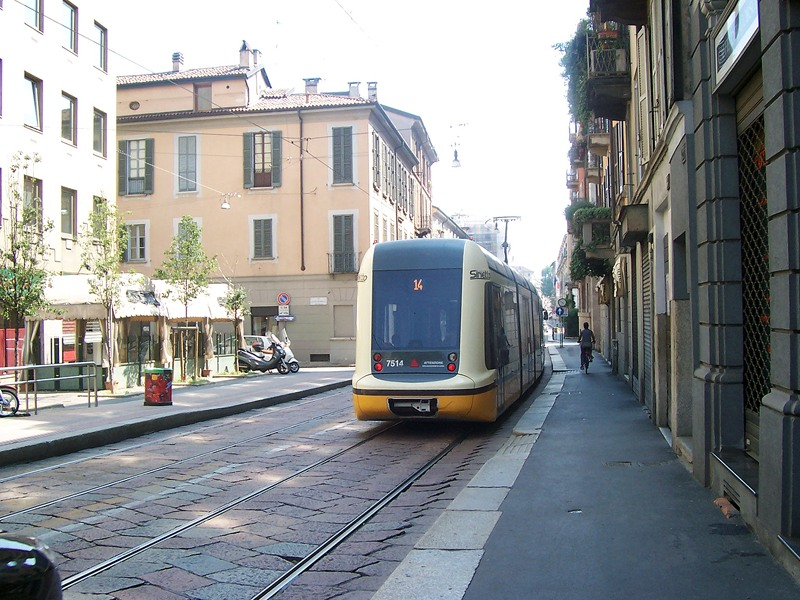
Blick auf den Corso Italia in Mailand

Die Corso Italia ist eine Straße im Zentrum Mailands und eine vornehme Wohnstraße.
Sie verbindet sich mit der Viale Beatrice d’Este und dem Piazza Missori und ist Teil des Viertels Quadronno.

## Verkehr
- Missori
- Crocetta
- S. Sofia (500 Meter von Viale Beatrice d’Este entfernt) Es verbindet in 10 Minuten mit dem Mailänder Flughafen Linate